# Bisaccium
Bisaccium es un género de foraminífero bentónico de la familia Bisacciidae, de la superfamilia Planorbulinoidea, del suborden Rotaliina y del orden Rotaliida. Su especie tipo es Bisaccium imbricatum. Su rango cronoestratigráfico abarca el Holoceno.

## Clasificación
Bisaccium incluye a las siguientes especies:
- Bisaccium imbricatum